# تین، نروژ
تین (به لاتین: Tinn) یک شهرداری در نروژ است که در تلمارک واقع شده‌است. تین ۲٬۰۴۵ کیلومتر مربع مساحت و ۶٬۲۴۷ نفر جمعیت دارد.